# Église Saint-Just-et-Saint-Pasteur d'En
Pour les articles homonymes, voir église Saint-Just-et-Saint-Pasteur.
L'église Saint-Just-et-Saint-Pasteur d'En (catalan : església de Sant Just i Sant Pastor d'En) est une église romane située dans le hameau abandonné d'En, à Nyer, dans le département français des Pyrénées-Orientales. Bien qu'isolée et inaccessible par aucune route carrossable, l'église est entretenue régulièrement. Elle comporte de rares peintures murales dans l'abside, représentant des scènes de chasse.

## Emplacement
L'église se situe sur un plateau dominant le confluent des rivières Têt et Mantet à un peu moins de 1 000 m d'altitude, au sein d'un ancien hameau abandonné au sein de la région historique et naturelle du Conflent. 
Elle est placée au centre d'un terre-plein de forme circulaire qu'Anny de Pous pense pouvoir être artificielle. Elle propose également que ce lieu, même s'il ne possède pas de tour à signaux, de par son emplacement, aurait pu faire partie du réseau de tours à signaux du Conflent au Moyen Âge, les feux étant allumés sur la butte portant l'église. De là, plusieurs tours et châteaux du Conflent sont visibles.

## Histoire
La première mention de l'église dans un texte date de 1375.
L'église est inscrite monument historique en 2012.